# Ottok
Ottok (horvátul: Otok) falu Horvátországban, Muraköz megyében.  Közigazgatásilag Perlakhoz tartozik.

## Fekvése
Csáktornyától 13 km-re délkeletre, Perlaktól 2 km-re délnyugatra a Dráva bal partján fekszik.

## Története
A települést a község honlapja szerint 1226-ban említik először. 1478-ban "Otthak" néven említik, a csáktornyai uradalomhoz tartozott. 1477-ben Hunyadi Mátyás Ernuszt János budai nagykereskedőnek és bankárnak adományozta, aki megkapta a horvát báni címet is. 1540-ben a csáktornyai Ernusztok kihalása után az uradalom rövid ideig a Keglevich családé. 
Az uradalom 1546-ban I. Ferdinánd király adományából a Zrínyieké lett. Miután Zrínyi Pétert 1671-ben felségárulás vádjával halálra ítélték és kivégezték, minden birtokát elkobozták, így a birtok a kincstáré lett. A 18. században a Selley család birtoka volt.
Vályi András szerint " OTTOK. Elegyes falu Szala Várm. földes Ura Sellyey Uraság, lakosai külömbfélék, fekszik Perlaknak szomszédságában, mellynek filiája, ’s határja is hozzá hasonlító."
1910-ben 168, túlnyomórészt horvát lakosa volt. A trianoni békeszerződésig Zala vármegye Perlaki járásához tartozott. 1918-ban a Szerb–Horvát–Szlovén Királysághoz, majd  Jugoszláviához tartozott. 1941 és 1945 között visszakerült Magyarországhoz. 1990-ben a független Horvátország része lett. 2001-ben lakosainak száma 339 volt.

## Nevezetességei
Jézus Szíve tiszteletére szentelt kápolnája 1926-ban épült.

## Külső hivatkozások
- Perlak város hivatalos oldala